# Деизам
Деизам је становиште у филозофији религије, облик природне теологије рационалистичке теологије које подразумева веровање у Бога засновано на разуму, а не на наводним Божијим „откровењима“ или тврдњама појединаца или група које нису универзално проверљиве. Деисти сматрају да се Бог никада није указао људима, нити постојао у људској форми, као и да нису постојали Божији пророци или посланици и да не постоји Божији „изабрани народ“. Бог је за деисте интелигентни „Творац“ универзума, односно „Први узрок“ целокупне стварности, који, међутим, не управља светом (лат. Deus Creator, sed non Gubernator). Бог је, као „Творац“ свега постојећег, установио законе природе на којима почивају универзум и све појаве у њему, „пустио у погон“ универзум и на даље се није мешао у ток догађаја у њему. Деисти одбацују могућност Божије интервенције у свету и нарушавања каузалног узрочно-последичног низа у природним процесима Божијом интервенцијом. Деизам се такође дефинише као вера у постојање Бога искључиво заснована на рационалној мисли, без икаквог ослањања на откривене религије или верски ауторитет. Деизам наглашава концепт природне теологије, односно постојање Бога се открива кроз природу.
Деизам, дакле, није религија, већ поглед на целокупан универзум и уверење да он није настао случајношћу. То се нарочито испољава у чињеници да деисти, иако верују у Бога, немају никакве религијске обреде и ритуале, најчешће ни симболе, да немају „свете“ реликвије и списе, свештенике, поглаваре и светитеље, храмове (иако неки деисти воле да кажу да су школе, универзитети и, уопште, сва места где се стичу знања „храмови“ деизма) или организоване верске институције. Деисти сва своја схватања формирају у спектру познатих граница науке. Деисти тврде да је најбољи начин „служења“ Богу труд да се у потпуности расветле начини на које је Он створио свемир и закони природе по којима свемир функционише, а које је Бог установио. Они не верују у Божија чуда и натприродне појаве, иако признају да неке појаве у природи наука још увек није успела да објасни.
Деизам је врло флексибилно становиште. Двојица деиста могу имати потпуно различита веровања по разним битним питањима, али то ни једног од њих не чини мањим деистом, све док су обојица сагласни око горенаведених основних принципа деизма. На пример, постоје деисти који верују у „загробни живот“, тј. да се „животна енергија“ човека, као и било која друга енергија, не може уништити и да човеков дух (душа) наставља своје свесно постојање у другој, духовној, димензији постојања. С друге стране, постоје деисти који верују да је смрт дефинитивни крај човека и да се у тренутку смрти свест човека неповратно гаси, те да је једини облик у коме он „наставља живот“ његов ДНК, који се преноси на генерације његових потомака. Све у свему, већина деиста тврди да се „нада“ животу после смрти. Неки од њих сматрају да је бесмртност људске душе, баш као и постојање човекове слободне воље и постојање Бога као утемељивача општих и нужних моралних закона и објективног „судије“ о нашем моралном поступању, неопходна као претпоставка моралности.
Од 17. века и током доба просветитељства, посебно у Енглеској и Француској 18. века, разни западни филозофи и теолози формулисали су критичко одбацивање религиозних текстова који припадају многим институционализованим религијама и почели да се позивају само на истине за које су сматрали да могу бити установљен само разумом као искључиви извор божанског знања. Такви филозофи и теолози су названи „деисти“, а филозофско/теолошка позиција коју су заступали назива се „деизам“. Деизам као посебан филозофски и интелектуални покрет је опао крајем 18. века, али је доживео сопствени препород почетком 19. века. Неки од његових принципа су наставили да живе као део других интелектуалних покрета, попут унитаризма, и наставља да има заговорнике и данас.